# Widerstand. Zeitschrift für nationalrevolutionäre Politik
Die illustrierte Zeitschrift Widerstand. Zeitschrift für nationalrevolutionäre Politik erschien monatlich von 1926 bis zu ihrem Verbot im Dezember 1934 im Widerstands-Verlag, Berlin. Herausgeber waren Ernst Niekisch und A. Paul Weber.

## Geschichte
Ernst Niekisch, einer der Köpfe des Nationalbolschewismus, trat für eine antiwestliche (primär: anti-parlamentarisch-demokratische) Politik ein. Er wirkte während der Weimarer Republik und bis in das „Dritte Reich“ hinein als „Nationalrevolutionär“. 1919 war er Vorsitzender des Zentralrates der Arbeiter-, Bauern- und Soldatenräte Bayerns und versuchte in den darauf folgenden Jahren, die Arbeiterschaft für ihre weltrevolutionäre und zugleich nationale Aufgabe zu bewegen. Damit beeinflusste er den linken Flügel der Nationalsozialistischen Deutschen Arbeiterpartei (NSDAP) um Gregor Strasser. 1926 gründete er die Zeitschrift Widerstand. Blätter für sozialistische und nationalrevolutionäre Politik. Sie wurde zum Sprachrohr des Nationalbolschewismus. Gemeinsam mit seiner Frau leitete Niekisch den Widerstands-Verlag. Ab dem Jahrgang 1928 hieß der Untertitel des Blattes Zeitschrift für nationalrevolutionäre Politik. 1928 begann auch die Zusammenarbeit mit dem Grafiker A. Paul Weber, der für die Zeitschrift Widerstand politisch-satirische Porträt-Karikaturen, satirisch-allegorische Tierdarstellungen und Zeichnungen entwarf. Zu den bekanntesten zählt die Lithographie Das Gerücht.
Zu den Mitarbeitern gehörten u. a. die Schriftsteller Ernst Jünger, Friedrich Georg Jünger, Joseph E. Drexel, Gustav Sondermann, der frühere Funktionär des Alldeutschen Verbandes, H. Armstrong, Hans Bäcker, Roderich von Bistram, Friedrich Gregorius, Wilfried Knöpke, Otto Nickel, Otto Petras, Spektator, Eugen Schmahl (womöglich zum Teil Pseudonyme) und Ernst von Salomon.